# Galba (Capcir)
Galba és el nom d'un riu, d'una vall (Vallée du/de Galbe en francès, segons el nomenclàtor) i d'un antic poble del límit dels termes comunals de Font-rabiosa, Formiguera i Puigbalador, a la comarca nord-catalana del Capcir.
Està situada al sud de la comuna de Font-rabiosa, al nord de la de Formiguera i al sud-est de la de Puigbalador, entre els quals fa de termenal al llarg de tot el seu curs.

## El riu Galba
El riu Galba, o El Galba, (Le Galbe en francès) és un afluent de l'Aude que neix a l'estany de la Portella d'Orlú (aquesta a 2.150 m d'altitud), als contraforts nord del massís del Carlit, i que devessa al pantà de Puigbalador. Les aigües del riu originaren la curiosa cova de Font-rabiosa, la més alta dels Pirineus.

## La vall del Galba
La vall té anomenada per la riquesa de la seva flora i fauna, i és un indret apreciat pels esquiadors de fons. A la banda sud del naixement de la vall, a prop de l'estany del Diable (2.300 metres d'altitud), hi ha una llosa de pedra amb inscripcions neolítiques, la Peira Escrita. Els excursionistes i esquiadors que recorren la zona poden acollir-se a dos refugis de muntanya, el Refugi de la Jaceta (42° 38′ 13″ N, 2° 2′ 55″ E / 42.63694°N,2.04861°E) i, a un quilòmetre i mig de distància d'aquest, la Cabana de la Jaça de la Llosa (42° 38′ 26″ N, 2° 1′ 56″ E / 42.64056°N,2.03222°E). Es considera que la vall acaba a Esposolla.

## El poble de Galba
Galba apareix esmentat en la documentació el 1098, com un lloc (potser amb parròquia pròpia) possessió d'Arnau Arnau i vinculat a l'abadia de Sant Miquel de Cuixà (que tenia la resta de la vall amb l'excepció de Puigbalador i Formiguera); el 1204, el llogaret depenia encara de l'abadia. Al fogatge del 1378 s'hi indica que hi havia 4 focs (unes 25-30 persones). El segle xiv formava part de la castellania de Puigbalador, i vers 1390 Bernat de So, vescomte d'Èvol, recollia els delmes de Galba cosa que encara feia el 1630 el seu successor Gaspar Galceran d'Híjar. En la documentació antiga, com el fogatge del 1378, Galba és adscrit al municipi de Formiguera; però en la major part de les dades modernes, com el Nomenclàtor de la Catalunya del Nord, el lloc s'atribueix a Font-rabiosa.
La vall de Galba és un dels llocs de freqüent visita dels excursionistes pel Capcir.